# Nashīb
Nashīb (persiska: Nashīb-e ‘Olyā, نشیب) är en ort i Iran.   Den ligger i provinsen Khorasan, i den nordöstra delen av landet, 600 km öster om huvudstaden Teheran. Nashīb ligger 1 709 meter över havet och antalet invånare är 308.
Terrängen runt Nashīb är huvudsakligen lite kuperad. Nashīb ligger nere i en dal.Runt Nashīb är det ganska tätbefolkat, med 56 invånare per kvadratkilometer. Närmaste större samhälle är Qanbar Bāghī, 18,4 km sydväst om Nashīb. Trakten runt Nashīb består i huvudsak av gräsmarker.